# Oratorio di Santa Maria Assunta (Fosdinovo)
L'oratorio di Santa Maria Assunta, noto anche come oratorio dei Bianchi, è un edificio di culto che si trova nella frazione Pulica del Comune di Fosdinovo.
L'oratorio, fondato nel 1726, sotto il marchesato di Gabriele III Malaspina, ha un pavimento in marmo bianco e nero e un bel campanile a vela.
La via centrale di Pulica si configura come un'autentica Via delle Maestà non solo per il numero singolarmente alto di esse ma anche per la frequenza di formelle di marmo con orazioni portatrici di indulgenza. Le maestà, in gran parte dedicate alla Madonna, sono più di venti e iniziano al bivio stradale per Pulica e culminano nella cappelletta di San Rocco posta all'ingresso nel nucleo abitato. Questa, oltre ad avere dimensioni notevoli, ha un'immagine di marmo, grande, di bella fattura, della Madonna con i santi Rocco e Sebastiano collocati in una cornice classica.